# Монастырь Святых Царственных Страстотерпцев (Хесбьерг)
Монастырь святых Царственных Страстотерпцев (дат. De Hellige russiske Kongelige Martyres kloster) — первая православная женская монашеская община в Дании, располагавшаяся в поместье Хесбьерг, близ Оденсе.
Престольный день — 4 (17) июля

## История
Йорген Лаурсен Виг, бывший лютеранский пастор, библиотекарь датской королевской библиотеки, полиглот, говоривший на 15 языках и владевший поместьем Хесбьерг, имел необычную мечту — организовать в поместье монастырь, неважно, какой конфессии. Тем не менее на протяжении около полувека задуманное оставалось нереализованным, пока в середине 1990-х он не отправился посмотреть постсоветскую Россию, где был вольнослушателем Санкт-Петербургской духовной семинарии, посещал известные возрождающиеся обители. Вернувшись в Данию, он решил — в поместье будет православный монастырь.
Юридически этот вопрос в Московской патриархии удалось решить не сразу, уж очень необычной была просьба и личность просителя. Активное участие в этом принял председатель русской православной общины в Дании княгиня Татьяна Сергеевна Ладыженская.
Наконец в марте 2001 года в пустовавшее около 20 лет поместье прибыли две насельницы Шамординского монастыря и несколько паломников. Они привезли с собой основную утварь для богослужения, иконы, книги. Поместье пришлось обустраивать, поскольку оно было в аварийном состоянии.
В одном из помещений замка оборудовали домовый храм в честь святых царственных страстотерпцев. Одновременно начался ремонт и приспособление замка под нужды монашеской общины. Через месяц в обычной приспособленной комнате была отслужена первая Литургия. Возглавила монашескую общину монахиня Амвросия (Гараева).
Монастырь стал первым православным монашеским учреждением на территории Дании в новейшее время.
Когда окончились срок действия виз, замок пришлось покинуть, документы на передачу замка Московской Патриархии оформить сразу не удалось.
Получив новую визу, в феврале 2002 года монахиня Амвросия вернулась в Хесберг. 1 апреля 2002 года были подписаны документы между хозяином замка Йоргеном Вигом и приходом Московской Патриархии в Дании в лице его председателя Ладыженской Татьяны Сергеевны о передаче замка в пользование приходу. Вместе с договором Виг писал завещание, согласно которому в случае его смерти замок и 4 га земли при нём переходили в собственность Московской Патриархии. Тогда же, в апреле, Йорген Виг принял православие с именем Георгий.
После смерти хозяина замка в 2005 году его родственники отказались от наследства в пользу русского монастыря. Усилиями паломников, волонтеров, просто неравнодушных людей из числа иноверцев, обитель постепенно укрепляется.
История мечты хозяина поместья Йоргена Вига об учреждении в Хесбьерге православной обители нашла своё отражение в фильме «Монастырь» датского режиссёра Пернилы Грёнкьэр. Фильм получил многие престижные международные награды.
В монастыре осталась лишь монахиня Амвросия, которая живет там и сейчас. Несмотря на отсутствие монахинь, летом здесь много трудников из разных стран, проходят празднования, крестные ходы. Число прихожан возросло до 100 человек, главным образом это восточные славяне и сербы.
В связи с руинизацией замка, в 2011 году монашеская община переехала в помещения на острове Богё